# 李銘 (明朝)
李銘（？—1435年），明朝驸马都尉，明仁宗第三女清河公主的丈夫。

## 生平
宣德四年（1429年）清河公主下嫁李铭，李铭被任命为驸马都尉。
宣德六年（1431年）七月，明宣宗让国子监各派一名学录，配置给驸马李铭、焦敬、王谊。负责驸马的文化教育。
宣德八年（1433年）清河公主薨逝。
宣德十年（1435年）正月十三，驸马都尉李铭卒，明英宗遣官谕祭，命有司治丧葬。